# KBS 오늘의 경제
《KBS 오늘의 경제》(KBS TODAY'S ECONOMY)는 KBS 1TV에서 2015년 4월 6일부터 2016년 4월 22일까지 방송했던 경제 뉴스 프로그램이었다.

## 프로그램 소개
시청자들에게 필요한 경제를 제공하는 경제 뉴스

## 개요
1983년 7월 18일부터 KBS 1TV 매일 밤 9시 35분에 현재의 KBS 오늘의 경제로 신설되어 10분간 저녁 경제뉴스로 방송되었으며, 1984년 4월 1일부터 매일 밤 9시 40분으로 변경, 5분으로 단축되었고, 2007년 4월 29일에 1차 종영되었다가 1998년 1월 1일부터 매일 밤 10시 35분에 경제전망대로 재신설되어 25분간 심야 심층 경제뉴스로 방송되었으며, 2001년 5월 1일부터 KBS 1TV로 채널을 이동, 매일 밤 9시 55분으로 변경, 45분으로 연장되었고, 2001년 11월 9일부터 KBS 1TV로 채널을 환원, 매일 밤 11시 35분으로 변경, 40분으로 단축되었으며, 2003년 6월 23일부터 매일 밤 11시로 변경되었다. 이후 2004년 11월 1일부터 경제투데이로 변경되어 KBS 2TV로 채널을 환원, 편성이 매일로 확대, 매일 저녁 8시 40분으로 변경, 15분으로 단축, 저녁 경제뉴스로 환원되었고, 2005년 10월 31일부터 경제포커스로 변경되어 KBS 1TV로 채널을 환원, 편성이 매일로 축소, 매일 밤 11시 30분으로 변경, 10분으로 환원, 심야 경제뉴스로 환원되었으며, 2007년 4월 30일부터 현재의 KBS 오늘의 경제로 환원되어 매일 오후 4시로 변경, 낮 경제뉴스로 전환되었다. 이후 2013년 10월 21일부터 2014년 8월 31일까지 KBS 뉴스토크로 환원되어 평일 오후 3시로 변경, 심층 뉴스쇼로 전환되었으나, 2015년 1월 1일부터 매일 오후 4시에 현재의 KBS 오늘의 경제로 재신설되어 10분간 낮 경제뉴스로 방송되었다.

## 방송 시간
| 방송 채널 | 방송 기간                          | 방송 시간                                       |
| --------- | ---------------------------------- | ----------------------------------------------- |
| KBS 1TV   | 1983년 7월 18일 ~ 1984년 3월 29일  | 평일 밤 9시 35분 ~ 9시 45분 (10분)              |
| KBS 1TV   | 1984년 4월 1일 ~ 1985년 10월 25일  | 평일 밤 9시 40분 ~ 9시 45분 (5분)               |
| KBS 1TV   | 1998년 1월 11일 ~ 2000년 10월 8일  | 일요일 밤 10시 35분 ~ 11시 10분 (35분)          |
| KBS 1TV   | 2001년 11월 9일 ~ 2003년 6월 20일  | 금요일 밤 11시 35분 ~ 12시 15분 (40분)          |
| KBS 1TV   | 2003년 6월 29일 ~ 2004년 10월 31일 | 일요일 밤 11시 ~ 11시 40분 (40분)               |
| KBS 1TV   | 2005년 10월 31일 ~ 2007년 4월 26일 | 월요일 ~ 목요일 밤 11시 30분 ~ 11시 40분 (10분) |
| KBS 1TV   | 2007년 4월 30일 ~ 2013년 10월 18일 | 평일 오후 4시 ~ 4시 10분 (10분)                 |
| KBS 1TV   | 2015년 4월 6일 ~ 2016년 4월 22일   | 평일 오후 4시 ~ 4시 10분 (10분)                 |
| KBS 1TV   | 2013년 10월 21일 ~ 2014년 8월 29일 | 평일 오후 3시 ~ 4시 (1시간)                     |
| KBS 2TV   | 2000년 10월 14일 ~ 2001년 11월 3일 | 토요일 밤 9시 55분 ~ 10시 40분 (45분)           |
| KBS 2TV   | 2004년 11월 1일 ~ 2005년 4월 29일  | 평일 저녁 8시 40분 ~ 8시 50분 (10분)            |
| KBS 2TV   | 2005년 5월 2일 ~ 2005년 10월 28일  | 평일 저녁 8시 40분 ~ 8시 55분 (15분)            |

## 코너
| 코너명          | 진행자                 |
| --------------- | ---------------------- |
| 눈높이 경제     | 이상호 아나운서        |
| 오늘의 마감시황 | 현대증권 양지웅 연구원 |
| 날씨            | 신예지 기상캐스터      |
| 클로징          | 이상호 아나운서        |

### 눈높이 경제
경제 토크 코너. 경제전망대 시절인 1998년 1월 1일부터 신설되었으며, 2004년 10월 31일에 폐지되었다가 2015년 1월 1일부터 재신설되었다.

### 오늘의 마감시황
증권시황 코너. 현대증권의 양지웅 연구원이 진행했으며, KBS 930 뉴스, KBS 뉴스 12에서도 공통으로 방송되었다. 2016년 4월 24일에 KBS 오늘의 경제가 종영되면서 2016년 4월 25일부터 현재의 오늘의 주식시장으로 변경되어 KBS 뉴스 5의 코너로 이동되었다.

## 앵커

### 남성
| 역대 | 진행자             | 진행 기간                           | 비고  |
| ---- | ------------------ | ----------------------------------- | ----- |
| 1대  | 박태호 교수        | 1998년 1월 11일 ~ 2000년 7월 23일   |       |
| 2대  | 정필모 前 부사장   | 2000년 7월 30일 ~ 2002년 3월 1일    |       |
| 3대  | 이현주 해설위원    | 2002년 3월 8일 ~ 2003년 5월 30일    |       |
| 4대  | 임장원 前 심의실장 | 2003년 6월 6일 ~ 2003년 11월 2일    |       |
| 5대  | 박찬형 해설위원    | 2003년 11월 9일 ~ 2004년 8월 15일   |       |
| 6대  | 이현주 해설위원    | 2004년 9월 5일 ~ 2005년 10월 28일   | [ 1 ] |
| 7대  | 박찬형 해설위원    | 2005년 10월 31일 ~ 2006년 11월 23일 | [ 2 ] |
| 8대  | 박상용 기자        | 2006년 11월 27일 ~ 2006년 12월 21일 |       |
| 9대  | 박노원 아나운서    | 2008년 3월 31일 ~ 2009년 10월 16일  |       |
| 10대 | 이영호 아나운서    | 2009년 10월 19일 ~ 2013년 4월 5일   |       |
| 11대 | 김재홍 아나운서    | 2013년 4월 8일 ~ 2013년 10월 18일   |       |
| 12대 | 김원장 기자        | 2013년 10월 21일 ~ 2014년 8월 29일  |       |
| 13대 | 이상호 아나운서    | 2015년 4월 6일 ~ 2016년 4월 22일    |       |

### 여성
| 역대 | 진행자                               | 진행 기간                          | 비고 |
| ---- | ------------------------------------ | ---------------------------------- | ---- |
| 1대  | 박현진 해설위원                      | 2007년 1월 8일 ~ 2007년 4월 26일   |      |
| 2대  | 국혜정 아나운서실 한국어연구사업팀장 | 2007년 4월 30일 ~ 2008년 2월 29일  |      |
| 3대  | 위서현 前 아나운서                   | 2008년 3월 3일 ~ 2008년 3월 28일   |      |
| 4대  | 조수빈 前 아나운서                   | 2013년 10월 21일 ~ 2014년 8월 29일 |      |

## 타이틀 변천사
| 기수 | 프로그램 타이틀 | 진행 기간                          |
| ---- | --------------- | ---------------------------------- |
| 1기  | KBS 오늘의 경제 | 1983년 7월 18일 ~ 1985년 10월 25일 |
| 2기  | KBS 경제전망대  | 1998년 1월 11일 ~ 2004년 10월 31일 |
| 3기  | KBS 경제투데이  | 2004년 11월 1일 ~ 2005년 10월 28일 |
| 4기  | KBS 경제포커스  | 2005년 10월 31일 ~ 2007년 4월 26일 |
| 5기  | KBS 오늘의 경제 | 2007년 4월 30일 ~ 2013년 10월 18일 |
| 6기  | KBS 뉴스토크    | 2013년 10월 21일 ~ 2014년 8월 29일 |
| 7기  | KBS 오늘의 경제 | 2015년 4월 6일 ~ 2016년 4월 22일   |

## 경쟁 프로그램
- 통합뉴스룸ET (KBS 2TV)
- 경제콘서트 (KBS 2TV)